# Jorma Vaihela
Jorma Vaihela (né le 30 septembre 1925 à Raahe en Finlande -  décédé le 9 février 2006) est un footballeur finlandais.

## Biographie
Jorma Vaihela commence sa carrière avec le TuTo Turku, où il ne joue que deux saisons. Il passe ensuite au PoPa Pori, puis au RU-38 Pori. En 1954, il retourne avec Turku pour une saison. La même année, il s’exile en Suède pour jouer avec le IK Oddevold, où il finira sa carrière en 1957.
International finlandais de 1947 à 1954, il est, en 2014, classé à égalité au dixième rang des meilleurs buteurs de l'histoire de l'équipe.